# Rex-Theater

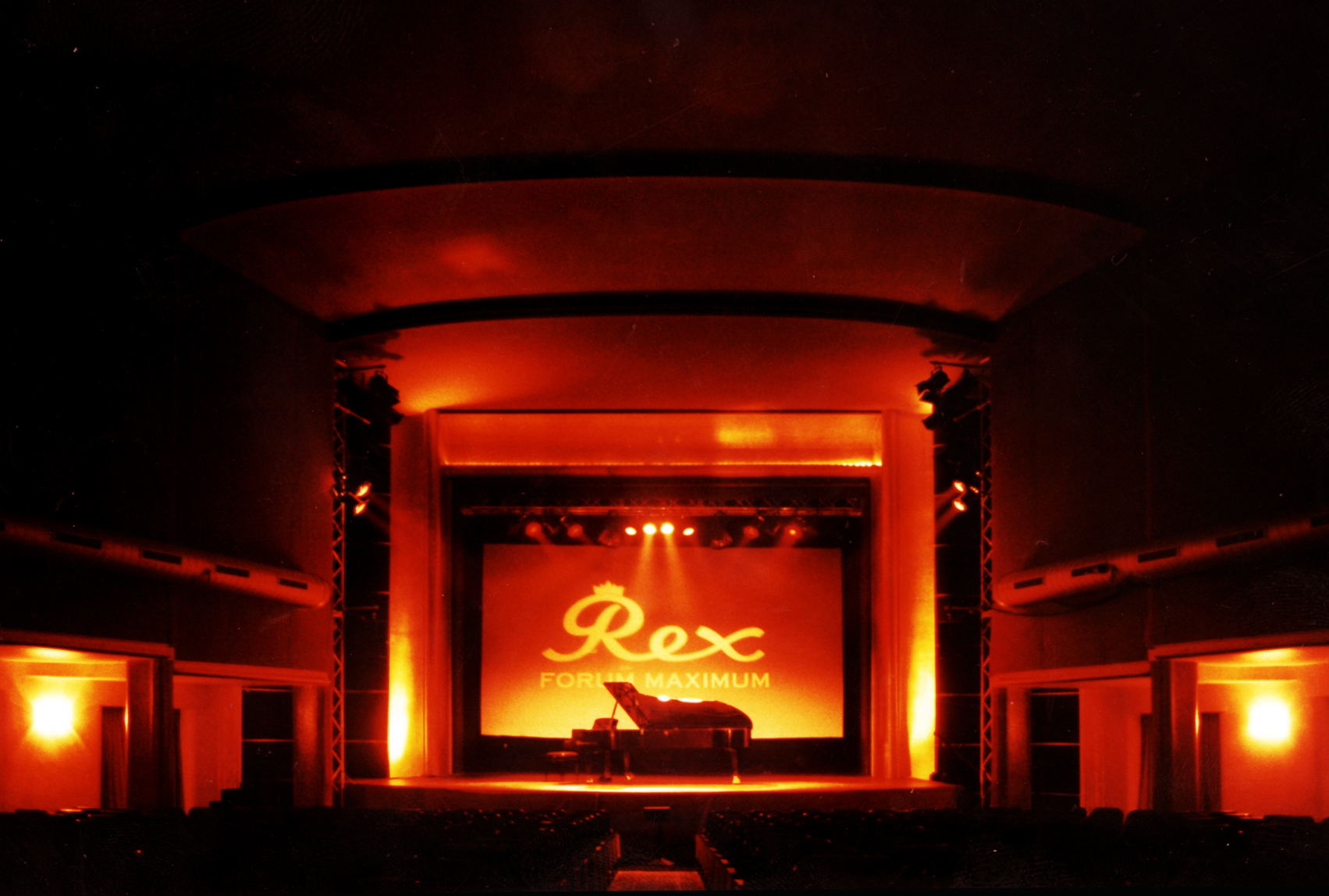
Großer Saal (2009)

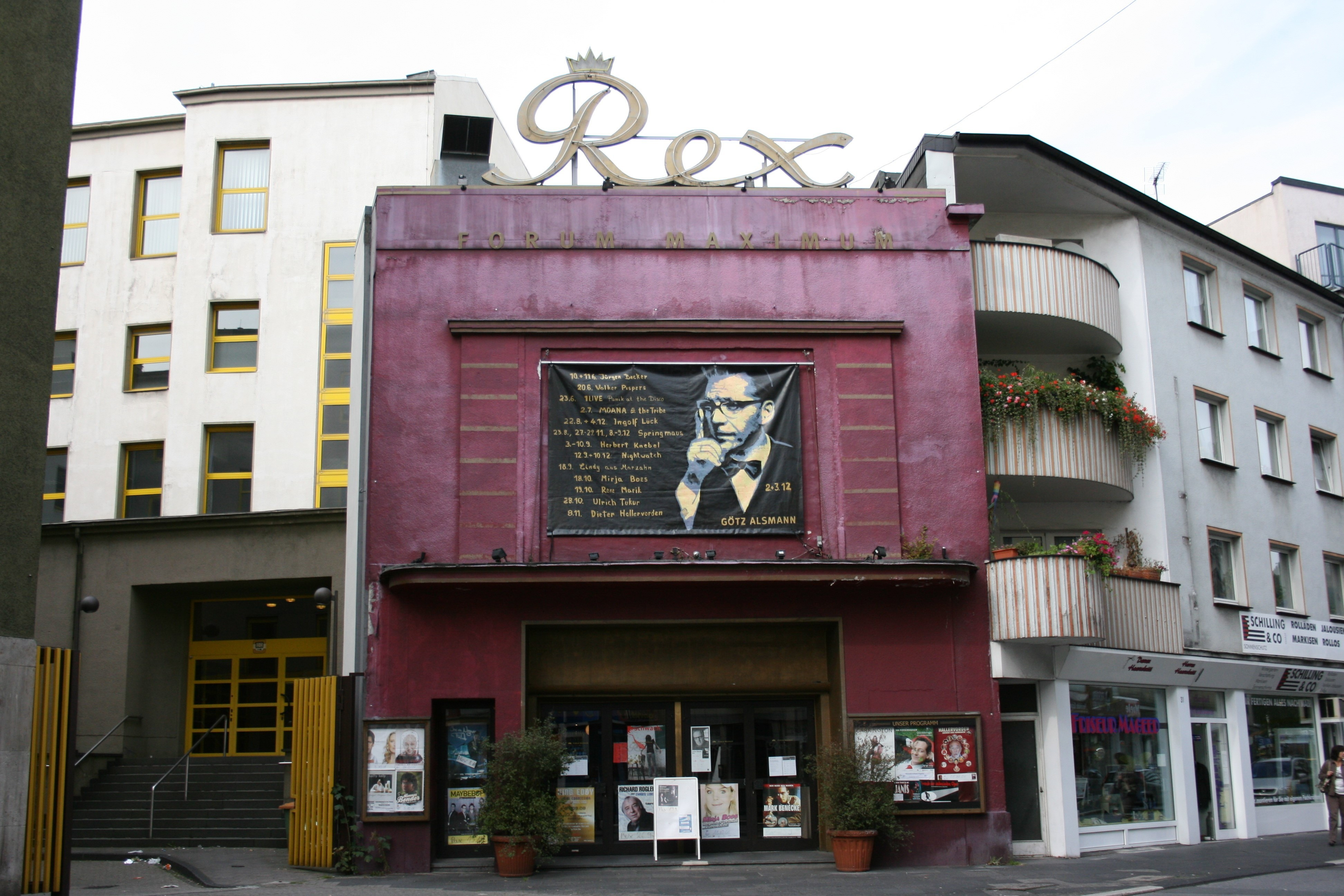
Haupteingang im Kipdorf (2008)

Das Rex-Theater ist ein historisches Theatergebäude in der Innenstadt von Wuppertal-Elberfeld, das seit seiner Eröffnung 1887 auf eine wechselvolle Geschichte als Hotel mit angeschlossenem Konzertsaal, Varieté, Operettenbühne, Tanzlokal und Lichtspielhaus zurückblicken kann. Das unter Denkmalschutz stehende Haus ist das älteste Theater im Bergischen Land und dient seit Februar 2015 wieder als Kino.

## Geschichte des Rex-Theaters
1887 wurde das „Hôtel-Restaurant Im Salamander“ im Elberfelder Kipdorf eröffnet – ein Haus, das zur glanzvollen Seite der aufstrebenden Industriestadt zählte. Technische Finessen und die prunkvolle Ausstattung spiegelten den Geist der Gründerjahre wider. Die besondere Attraktion des Salamander war ein großer Konzertsaal, dessen buntbemaltes Glasdach im Sommer komplett geöffnet werden konnte.
1888 eröffnete im Salamander das erste Varieté des Wuppertals. Als solches wurde es eine der führenden Adressen im Rheinland – fast fünf Jahrzehnte lang gastierten hier die Stars des Unterhaltungsgeschäfts von Otto Reutter und Rastelli bis hin zu Heinz Rühmann.
1899 beschafften der Theaterdirektor Jean Häuslerund sein 16-jähriger Sohn Leo ließen aus Amerika einen Kinematographen und führten Filme im Programm des Varietés vor.
1900 kam die Pädagogin Regina Bruce in dem Hotel zur Welt, wo ihre Eltern als Völkerschau im Theater gastierten.
Das Theater erfreute sich so großer Beliebtheit, dass es 1904 komplett umgebaut wurde: Ein umlaufender zweiter Rang bot nun Platz für weitere Besucher und der Schnürboden über der Bühne ließ das Haus zum Volltheater werden. Operetten und Boulevardtheater traten – dem Zeitgeschmack entsprechend – immer häufiger an die Seite des Varietéprogramms.
Über die 1920er und 1930er Jahre geriet das Salamander in die Krise: Modernere Häuser – wie beispielsweise das Thalia-Theater – hatten ihm den Rang abgelaufen und das Kipdorf verkam von der Einkaufsstraße zum Rotlichtviertel. Auch die zeitweilige Vermietung des Hauses an das (Kölner) Millowitsch-Theater (die Geschwister Lucy und Willy Millowitsch sollen hier ihre ersten Bühnenauftritte gehabt haben) brachte keinen Erfolg.
1935 verschwanden schließlich die Jugendstilbalkone hinter schweren Samtvorhängen, und aus dem Salamander wurde für kurze Zeit der frivole „Tanzpalast St. Pauli“.
Wie viele alte Varietés wurde das Salamander schließlich zum Filmtheater umgebaut – genau 50 Jahre nach seiner Eröffnung fiel zum letzten Mal der Vorhang im Salamander und im September 1937 eröffnete mit dem Rühmann-Albers-Film Der Mann, der Sherlock Holmes war das „Apollo“.
Beim Luftangriff auf Elberfeld 1943 brannte das Apollo völlig aus – wie weite Teile der Innenstadt lag das Kipdorf nach den Bombenangriffen in Schutt und Asche. Erst 1944 liefen die Projektoren des Apollo wieder an – zunächst im nicht zerstörten Evangelischen Vereinshaus an der Luisenstraße und ab 1950 in einem Neubau am Kasinokreisel.
Das ursprüngliche Theater selbst wurde unter der Leitung des Düsseldorfer Architekten Hanns Rüttgers wieder errichtet und als „Salamander Filmbühne“ 1951 feierlich eröffnet.
Die Reminiszenz an das alte „Salamander“ war jedoch wenig glücklich, denn das gleichnamige Schuhhaus Salamander machte seine Namensrechte gerichtlich geltend, woraufhin das Haus einige Monate lang als „Theater ohne Namen“ firmierte. 1954 entschied sich das Publikum schließlich für den neuen Namen „Rex-Theater“, unter dem das Haus zu einem festen Begriff in der Stadt wurde.
Dem kurzen Boom des Films nach dem Krieg folgte in den 1960er Jahren die Ernüchterung: Das Fernsehen trat seinen Siegeszug an, und um das Rex-Theater wurde es ruhig. Nach dem Tod des langjährigen Besitzers verkauften die Erben das Haus an den Wuppertaler Kino-Magnaten Kurt Pretschner, der damit alle Filmtheater Wuppertals sein Eigen nennen konnte. Ausbleibende Besucher führten schließlich nach und nach zur Schließung und Umwidmung der kleinen Kinos in der Stadt – bis auf das Rex-Theater, das erst 1998 in der Folge der Eröffnung eines Multiplex-Kinos geschlossen wurde.
Der Schließung folgte am 13. Februar 1998 die Wiedereröffnung als „Forum Maximum im Rex-Theater“ mit einem umfassenden Programmangebot der Freien Kulturszene unter der Leitung von Martina Steimer. Das Forum Maximum im Rex-Theater war das am meisten besuchte Theater Wuppertals und bestand dort bis zum Sommer 2010. Für das Frühjahr 2011 war die Wiedereröffnung als „Forum Maximum im Barmer Bahnhof“ geplant, das dann im alten Empfangsgebäude beheimatet sein sollte. Diese Kooperation wurde aber schon nach wenigen Tagen wieder aufgegeben. Seitdem war das Forum Maximum heimatlos, das REX ohne Betreiber und der Barmer Bahnhof unter anderer Führung.
Seitdem wurde das Theater renoviert und eröffnete im Februar 2015 als Rex-Filmtheater in einem neuen, aber historischen Look. Das Programmkinowird seitdem zusammen mit dem „Cinema“ geführt, einem anderen Kino in Wuppertal.
Als Geburtsort von Regina Bruce erhielt das Rex Ende 2024 eine Infotafel als FrauenOrt NRW.